# Кемал Сејфула
Кемал Сејфула (Скопље, 2. фебруар 1921 — Скопље, 1978) био је македонски политичар, учесник Народноослободилачке борбе и друштвено-политички радник СР Македоније и СФР Југославије.

## Биографија
Рођен је 1921. године у турској породици у Скопљу. Пре Другог светског рата био је чибукчија. Био је члан УРС-ових синдиката, Друштва „Јардан“, Савеза комунистичке омладине (СКОЈ) од 1939. и Комунистичке партије Југославије (КПЈ) од 1941. године.
Након капитулације Југославије 1941, био је организатор НОП-а у турским и албанским деловима Скопља. Августа 1941. године, био је борац Првог скопског партизанског одреда. Извесно време био је интерниран у Бугарској током 1942. и деловао илегално, а затим се прикључио обновљеном Скопском партизанском одреду.
Био је члан Покрајинског комитета СКОЈ (1943) и Главног одбора НОМСМ, члан Политодела Прве македонско-косовске ударне бригаде и омладински руководилац Друге македонске бригаде (1944). Августа 1944. године био је делегат на Првом заседању АСНОМ-а.
Након ослобођења, завршио је Вишу политичку школу „Ђуро Ђаковић“ у Београду. Био је потпредседник президијума АСНОМ-а, члан Централног одбора УСАОЈ-а, републички и савезни посланик, члан Централног комитета СКМ и ЦК СКЈ (1964—1969), члан Врховног суда Македоније. Од 1951. до 1954. године био је градоначелник Скопља. Затим је био министар у македонској влади и члан републичког и савезног одбора Социјалистичког савеза радног народа, па амбасадор СФРЈ у Замбији од 1969. до 1970. и у Боцвани од 1970. до 1973. године.
Када је Милован Ђилас 1953. године јавно објавио своје предлоге за демократизацију југословенског политичког система, Сејфула је у Македонији најгласније заступао његове ставове. Међутим, након осуде Ђиласових ставова, повукао је подршку Ђиласу.
Умро је 1978. године у Скопљу.
Носилац је Партизанске споменице 1941, Ордена народног ослобођења и осталих југословенских одликовања.